# Enterobacter quasihormaechei
Espèce
Enterobacter quasihormaechei est une des espèces du genre de bactéries Enterobacter. Ce sont des bacilles à Gram négatif de la famille des Enterobacteriaceae faisant partie du phylum des Pseudomonadota.

## Historique
Enterobacter quasihormaechei est une bactérie décrite en 2020 sur la base d'une souche isolée depuis un échantillon de crachat humain prélevé en Chine à l'hôpital West China de Sichuan en 2017. Dans la même publication, une autre espèce du même genre a été décrite, l'espèce Enterobacter wuhouensis et ces deux espèces ont été isolée de prélèvements de crachats humain.

## Taxonomie
Le nom correct de ce taxon est Enterobacter quasihormaechei.

### Étymologie
L'étymologie de cette espèce Enterobacter quasihormaechei est la suivante : qua.si.hor.mae’che.i L. conj. quasi, presque; N.L. gen. masc. n. hormaechei, de Hormarche, et une épithète spécifique in the genus Enterobacter ; N.L. gen. masc. n. quasihormaechei, presque hormaechei,.

### Phylogénie
Les analyses phylogéniques basées sur le gène de l'ARNr 16S ont montré que cette espèce E. quasihormaechei fait partie du genre Enterobacter ou des genres Leclercia et Lelliottia avec une homologie de séquence de 99 %. Pour préciser la phylogénie de cette espèce, le séquençage du génome complet et l'analyse d'un set de 25 gènes présents dans toute la famille Enterobacteriaceae ont été effectués. Il en a été déduit que la souche WCHEs120003 possède un pourcentage de protéines conservées de 78,75 % à 89,76 % avec les autres bactéries du genre Enterobacter démontrant son appartenance à ce genre. L'analyse phylogénique basée sur les séquences partielles des gènes rpoB, gyrB, infB et atpD ont positionné E. quasihormaechei sur le même nœud que les espèces Enterobacter hormaechei et Enterobacter xiangfangensis .

## Description
E. quasihormaechei est une bactérie anaérobie facultative à Gram négatif ne formant pas de spores et qui sont mobiles. Le test Voges–Proskauer est positif ainsi que le test catalase tandis que le test oxydase est négatif. Ses tests sont positifs pour la Bêta-galactosidase, l'arginine dihydrolase, l'ornithine décarboxylase et l'utilisation du citrate, et négatifs pour la lysine décarboxylase, la déaminase, la gélatinase, l'activité uréase et la production d'indole. En culture, les bactéries forment des colonies circulaires blanches après 24h à 35 °C. La croissance peut se produire de 4 à 40 °C mais l'optimum est situé à 35 et 37 °C après 48 h d'incubation en présence de 0 à 9 % (w/v) de NaCl en TSB. La croissance n'est pas possible à 2, 42, 45 ou 50 °C, ni à 10 % (w/v) de NaCl. Le pH de croissance se situe en 5.0 et 10 avec un optimum de 6.0 à 7.0.  Les acides gras cellulaires majoritaires de cette bactérie sont les acides gras C16:0, C17:0 cyclo et C18:1ω7c.
Le pourcentage en bases GC de la souche type est de 55,91 %.

### Souche type
La souche type de l'espèce E. quasihormaechei est la souche WCHEs120003 qui porte les identifiants GDMCC 1.1568 (au Guangdong Microbiology Culture Centre) et NCTC 14274 qui sont différentes banques de cultures bactériennes,.

### Multi-résistance
Lors de sa description, cette espèce est décrite comme possédant un profil de résistance à l'amoxicilline/acide clavulanique, la Céfazoline, et le céfuroxime. Sa résistance est intermédiaire pour la Nitrofurantoïne. E. quasihormaechei est aussi résistante à l'Aztréonam, l'Ertapénem et la ceftriaxone contrairement à E. wuhouensis isolée dans le même hôpital.

Par contre, E. quasihormaechei est susceptible aux antibiotiques Amikacine, Céfépime, Ciprofloxacine, gentamicine,Imipénem, levofloxacine, Pipéracilline/tazobactam, Tigécycline, Tobramycine et Triméthoprime/sulfaméthoxazole.

## Habitat
L'espèce E. quasihormaechei est une espèce de bactérie dont la souche type, WCHEs120003 a été isolée d'un échantillon de crachats humains prélevé dans un hôpital.